# Lions Gibraltar Football Club
Il Lions Gibraltar Football Club è una società calcistica gibilterriana con sede nella città di Gibilterra, militante nella Football League, la massima divisione del campionato gibilterriano.

## Storia

### Inizi e l'unione con il Gibraltar United (1966-2014)
Il club nacque nel 1966, da un gruppo di giovani che impressionati dalla vittoria dell'Inghilterra nella Coppa del Mondo decisero di formare un club nel territorio gibilterriano. Il primo presidente fu Alfred Sene, uno dei co-fondatori che abbandonò l'incarico vent'anni dopo.
Dopo 45 anni di attività senza alcun titolo vinto, nel 2011 il Lions si fonde con i Gibraltar United, prendendo il nome di Lions Gibraltar. Il club fu iscritto alla Premier Division, che allora era la massima competizione in Gibilterra.
La prime due stagione in massima serie non furono brillanti, entrambe videro la squadra concludere al penultimo posto. La stagione 2013-2014, la prima sotto le gestione della UEFA e l'ultima in fusione con il Gibraltar United, vide il club ad un pelo dalla retrocessione.
Nell'agosto 2014, a seguito delle pessime prestazioni, il sodalizio formato nel 2011, si sciole e il club fu diviso in Lions Gibraltar e Gibraltar Utd, quest'ultima partecipante in Gibraltar Second Division.

### La gestione Hercules Sport Promotion e Solihull Moors (2015-)
Il 10 luglio il club viene rilevato dalla giovane società gibilterriana del Hercules Sports Promotion Limited, che aveva dapprima tentato di acquistare il Leeds Utd. Mentre quattro giorni dopo invece ufficializzano Luis Perez Herrera come allenatore. Con l'arrivo della nuova gestione il club divenne un club semi-professionistico. La stagione 2014-2015, vide grazie agli investimenti dell'Hercules Sport, subito dei miglioramenti con il club al 4º posto davanti ai colossi: Lincoln Red Imps e Europa FC. 
Nonostante ciò il club non riuscì a ripetersi guadagnando nel cinquennio successivo risultati al di sotto della top five del campionato.
Il 28 gennaio 2024 le azioni del club vengono acquistate dal CEO del Solihull Moors Football Club, Mark Palmer, che ne diviene a pieno carico proprietario e presidente. Sotto la nuova società, il club conclude la stagione 2023-2024 al 10º posto. Tuttavia, la stagione successiva il club fa un cambio di rotta, arrivando a lottare per posti nella parte alta della classifica e raggiungendo la finale di Rock Cup - la prima nella loro storia -, che tuttavia perdono per 3-1 contro il FCB Magpies.

## Strutture

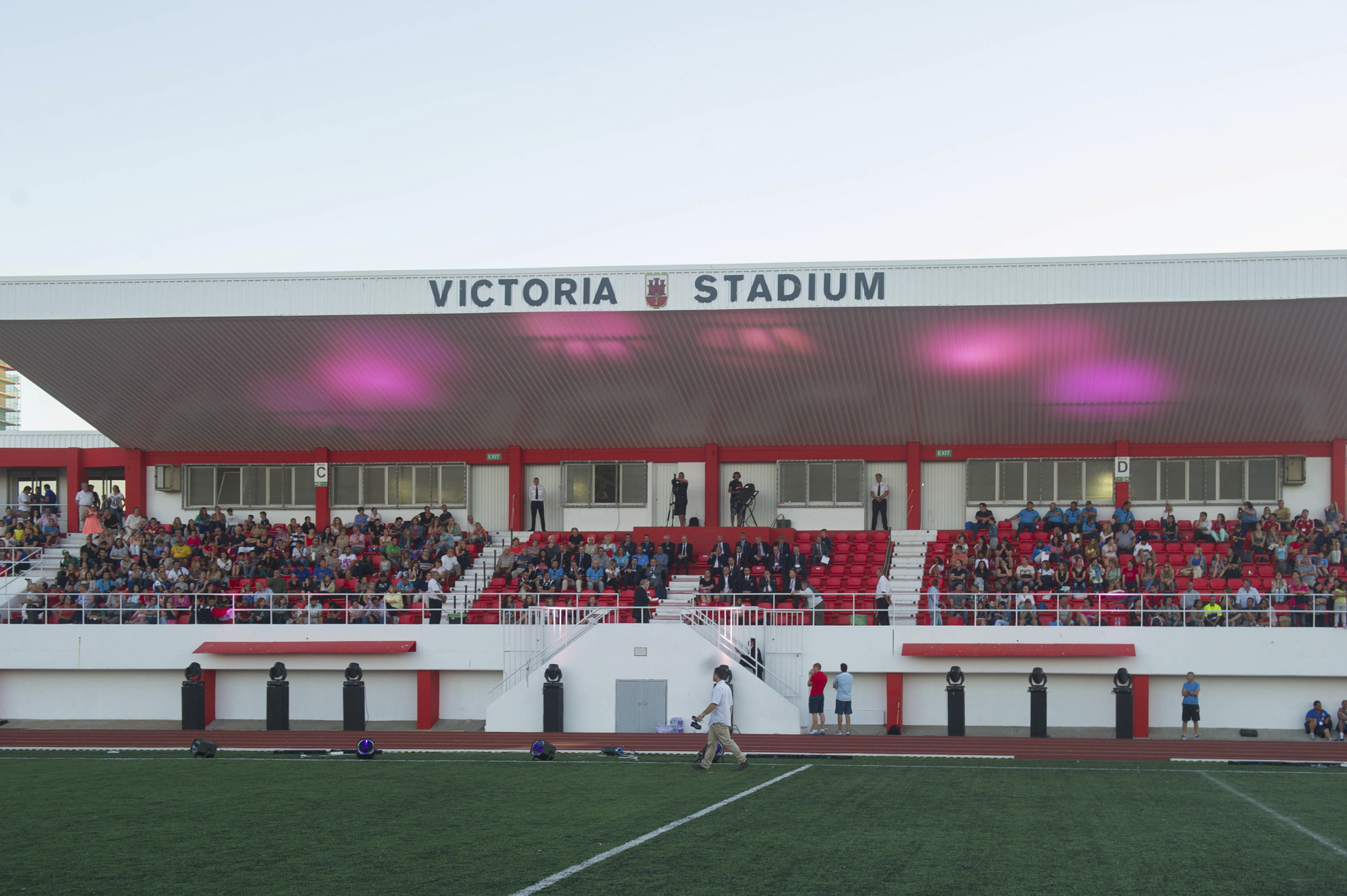
Il Victoria Stadium.

Come il resto delle squadre partecipanti al campionato gibilterriano, il Lions Gibraltar disputa le proprie partite casalinghe al Victoria Stadium.

## Allenatori e presidenti
| Allenatori del Lions Gibraltar FC - 2014-2015 Jeff Wood - 2015-2016 Jeff Wood (1ª-8ª) Juan Luis Pérez (8ª-23ª) David Wilson (24ª-27ª) - 2016-2018 Rafael Bado - 2018-2021 Albert Ferri Losa - 2021-2022 Albert Ferri Losa (1ª-8ª) Adrian Parral (9ª-15ª) Paco Luna (15ª-18ª) - 2022-2024 Adrian Parral - 2024-2025 David Wilson - 2025- Wally Downes | Presidenti del Lions Gibraltar FC - 1966-1986 Alfred Sene - 1986-19?? Sergio Parody - 19??-20?? Robert Hangling - 20??-20?? Anthony Risso - 20?-20?? Denis Nuza - 201?-2024 Alex Grech - 2024-2025 Mark Palmer - 2025- Darryl Eales |

## Palmarès

### Altri piazzamenti
- Coppa di Gibilterra:

Finalista: 2024-2025
Semifinalista: 2015-2016

## Organico

### Rosa 2024-2025
Aggiornata all'11 ottobre 2024.
| N. |                        | Ruolo | Calciatore                 |
| -- | ---------------------- | ----- | -------------------------- |
| 1  | Polonia (bandiera)     | P     | Konrad Skuza               |
| 2  | Germania (bandiera)    | C     | Leon Volz                  |
| 3  | Gibilterra (bandiera)  | D     | Luke Bautista              |
| 4  | Inghilterra (bandiera) | D     | Connor Peters              |
| 5  | Algeria (bandiera)     | D     | Adam Hamdi                 |
| 6  | Gibilterra (bandiera)  | D     | Shea Breakspear (capitano) |
| 7  | Gibilterra (bandiera)  | C     | Kye Livingstone            |
| 8  | Germania (bandiera)    | C     | Nico Theisinger            |
| 9  | Scozia (bandiera)      | A     | Connor Flynn-Gillespie     |
| 10 | Gibilterra (bandiera)  | C     | Ben Seaton                 |
| 11 | Gibilterra (bandiera)  | C     | Alan Parker                |
| 12 | Austria (bandiera)     | D     | Milan Ziric                |
| 13 | Inghilterra (bandiera) | C     | Raynner Marques Silva      |

| N. |                        | Ruolo | Calciatore          |
| -- | ---------------------- | ----- | ------------------- |
| 14 | Inghilterra (bandiera) | A     | Mikael Ndjoli       |
| 15 | Inghilterra (bandiera) | D     | Mark Edzes          |
| 16 | Lituania (bandiera)    | A     | Edvinas Valatka     |
| 17 | Inghilterra (bandiera) | C     | Harvey Welch        |
| 18 | Germania (bandiera)    | A     | Patrick Dulleck     |
| 20 | Stati Uniti (bandiera) | C     | Greyson Basso       |
| 21 | Scozia (bandiera)      | D     | Mel-Jose Brown      |
| 22 | Germania (bandiera)    | C     | Temilola Awoyale    |
| 23 | Gibilterra (bandiera)  | C     | Evan Green          |
| 24 | Gibilterra (bandiera)  | C     | Brian Perez         |
| 25 | Gibilterra (bandiera)  | P     | Jordan Pérez        |
| 33 | Gibilterra (bandiera)  | P     | John Paul Hernandez |
|    | Gibilterra (bandiera)  | D     | Leon Payas          |
|    | Gibilterra (bandiera)  | D     | Jyzen Garcia        |